# Repelón
Repelón – miasto w Kolumbii, w departamencie Atlántico.